# Deutscher Veterinärrat
Der Deutsche Veterinärrat war von 1874 bis zur Gleichschaltung die Spitze der tierärztlichen Standesorganisation in Deutschland. 
Gegründet in Berlin auf Anregung von Bayern, war er eine Versammlung von Delegierten aller deutschen tierärztlichen Vereine. Als Organisation ohne amtliche Befugnisse und Beschränkungen nahm er durch seine Empfehlungen maßgeblichen Einfluss auf die Gesetzgebung und öffentliche Meinung bezüglich des Veterinärwesens, so z. B. auf die Viehseuchengesetzgebung, und hatte eine wichtige Rolle in der berufsständischen Vertretung der deutschen Tierärzteschaft. Ein weiteres bedeutendes Betätigungsfeld des Veterinärrates war die tierärztliche Fortbildung. Die laufenden Geschäfte führte ein Ausschuss. Bei Bedarf wurden Plenarversammlungen abgehalten, an denen üblicherweise Landesregierungsvertreter teilnahmen.
Im Rahmen der Gleichschaltung verlor er seine Bedeutung als berufsständische Vertretung und ging, nur noch Gremium von Wissenschaftlern zur Organisation der tierärztliche Fortbildung, in die Abteilung Fortbildung der Reichstierärztekammer über. Mit Auflösung der Reichstierärztekammer am 1. Juli 1936 hörte er endgültig auf zu bestehen.